# 端本悟
端本 悟（はしもと さとる、1967年3月23日 - 2018年7月26日）は、オウム真理教の元信徒、元死刑囚。東京都出身。ホーリーネームはガフヴァ・ラティーリヤ。教団が省庁制を採用した後は自治省のメンバーとなった。坂本弁護士一家殺害事件、松本サリン事件などの実行犯として有罪判決を受け、2007年10月に死刑が確定し、2018年7月26日に執行された。

## 来歴
東京都調布市で新聞販売店を営む両親のもとに一人っ子として生まれ、特に反抗期もなく育つ。少年時代の将来の夢はプロスキーヤー。東京都立狛江高等学校卒業後、一浪して早稲田大学法学部に入学。弁護士や青年海外協力隊に入ることを夢見ていた。大学では空手サークルに所属。3年次から部長をつとめ、空手道場にも通う「無骨者」として通っていた。

## 入信・出家
1988年春、オウム真理教に入信した高校時代の友人を脱会させるために、説得したり話し合ったり、友人の様子を見るためオウムのセミナーに参加し始めた。当初は「オウムは弱虫の集まりみたいな集団だ」と両親へ話していたが、あっという間に麻原彰晃の説く四無量心・救済などの教えに感化され、同年7月に入信。
入信した直接の契機となったのは新実智光の存在が大きく、彼に高飛車な態度で疑問をぶつけたら、あっけらかんと「入信しましょう」と返され、「すごい悟りの人なのでは」と思ったことだったという。
12月31日には大学を3年で中退し、両親の猛反対を振り切って出家。家を出て行く際は正座して「21年間幸せに育ててくれてありがとう。でも戦争を止めなきゃ」と母親に話した。母親は心配のあまり大学に相談するなどしたが、その取り乱した様子に却って母親自身が心配され、結局は「何かあったら逃げ出しなさい」と言って見送った。

## 出家後
1989年2月から広島支部で出版物の営業に従事した。しかし、たびたび食や性の戒律を破る教団内の不満分子として見られており、周囲からは富田隆と共に「フリーマン」と呼ばれていた。同年10月からは真理党の選挙活動の特別班メンバーこと「ふくろう部隊」に抜擢され、早川紀代秀の配下で、夜中に上下黒のジャージを着て敵対候補のポスターを剥がすなどしていた。「剥がしている最中に誰かが来たらラジオ体操をして誤魔化すように」と早川に言われ、呆れたという。
同月、教団内で武道大会（空手部門）で元ボクサーの信徒などを破って優勝。選挙特別班から麻原を警護する警備班（通称SPS、自治省の前身）に入り、雑魚寝生活から、上役である新実の個室に同居する生活に変わった。
1991年12月、「オウム海中都市構想」を企てた麻原が村井秀夫に命じて建造させた、特殊潜航艇の操縦士役となった。乗せられた潜航艇は彼曰く「ドラム缶二本を連結し、側面に穴を空け、その部分にコックピットのような形で洗面器を接着剤で取り付けたもの」という粗末な代物であった。静岡県の沼津港で進水式と試運転を行ったが進水直後に沈没し、信者らも立ち去ってしまったため、端本は潜航艇内部に取り残され、結局地元のダイバーに救出された。後の現場写真と端本の証言で明らかとなったが、教団側は最初はクレーンで水面ぎりぎりまで吊るした状態を写真撮影するだけの予定だったが、途中クレーン車がバランスを崩して横転し、そのまま海へ落ちた為、潜航艇も巻き添えを喰らい沈没したということだった。端本は裁判にてその事について「潜水艦が沈み内部に取り残されていたときは、走馬灯のように今までの人生が思い出された。オウムにめぐり合っていなければ…。」と後悔の念を供述している。このことに怒った端本は麻原に「こんな馬鹿な作り物は無い」と訴えたが、「それは村井が悪いんじゃない、お前が否定的な観念を持つからそうなるんだ！」と返され、「麻原は馬鹿で馬鹿で馬鹿でどうしようもない！」と供述している。

## 事件への関与

### 坂本弁護士一家殺害事件
1989年11月2日、新実と早川から坂本弁護士一家殺害事件の実行犯の一人に抜擢されたと知らされる。武道の腕を買われての抜擢であった。早川から「坂本弁護士を殴りたおせ。あとはワシらでやる」と言われ、「殺しに加わるわけじゃない、殴るだけなんだ」と自分に言い聞かせてメンバーに加わったという。この際、新宿で変装用として高い服を購入した為に早川から咎められた。この時、売り場の女性店員からデートに誘われ「このままデートに行って殺人から逃れようかな」と考えたが、麻原から「他心通」で見通されることを恐れて、結局メンバーとの待ち合わせ場所に戻り、横浜へ向かう車中でマントラを唱え続けた。
11月4日午前3時頃、坂本弁護士宅に侵入し、村井秀夫・早川・岡﨑一明・新実・中川智正とともに一家を襲撃した。端本は坂本に馬乗りになって6、7回殴り、岡﨑が彼の首を絞めている間、足を押えていた。坂本の妻に対しては腹部を膝落としで強打した。殺害後、遺体の遺棄を手伝った。
1990年4月、両親が「オウム真理教被害者の会（現オウム真理教家族の会）」のメンバーと共に富士山総本部を訪れた際、警備中の端本を発見。息子が殺害の実行犯だと知らずに、坂本弁護士の行方不明を報じる記事を見せて「オウムはこんなこともやっているのよ」と脱会するよう説得した。「殺害犯は自分なのだと知ったら母親はどれだけ動揺するだろうか」と端本は母親が帰ったあとに泣き、様子がおかしくなったが、麻原に「前世でお前はワシの息子だった」とフォローされ、「あれはポアだったんだ」と自分の中で正当化するようになる。端本はその後も何度か実家の近くにまで行ったが、結局帰ることはなかった。
麻原の俗物的側面を見て不信感を募らせ、教団から脱走を試みた一方で、坂本弁護士事件に加担したことで、自分を「ただの殺人犯」だと認めたくない為に帰依を求め、教団から抜けられなくなったという。

### 松本サリン事件
1994年には松本サリン事件にも加担した。新実の指示により、犯行時に着用する7人分の作業着を富田と共に買いに行き、武道に長けた富田、中村昇と3人で特殊警棒を持ってサリン噴霧中の警備係を担当。端本がサリン噴霧車を運転し現場に赴き、助手席に座った村井が機械を操作しサリンを発散させた。村井率いる科学技術省では、特殊潜航艇以外にも非現実的な計画や突飛なものばかりを開発していたため「噴霧したって付近の住人に鼻水が出るくらいだろう」、「またバカなことやってる、と思ったわけですよ」、「何も考えていなかった。要するに私からしたら、仕返しとかいたずらですから」と考えていたが、事件後教団に貼られた壁新聞で死者が出たことを知り、愕然としたという。
同事件にサリン製造係として関与し、死刑が確定した土谷正実は高校の先輩にあたり、彼が脱会を願う両親の元から逃走して世田谷道場へ逃げ込んだ際、オウム真理教富士山総本部へ連れて行ったのは端本であった。1994年12月、富田とその恋人であった女性信者（オウムシスターズ長女）の脱走を手引きした。

## 逃走・逮捕・裁判
恋人（オウムシスターズの次女）、中村、中村の恋人の4人で逃走していたが、1995年7月9日、埼玉県大宮市（現さいたま市）のウィークリーマンションに潜伏していたところを中村とともに埼玉県警察に逮捕された。
1996年2月に祖母が亡くなったことをきっかけに教団と決別し、それまで「殺したのではなく救済した、宗教的意義があった」と自身に言い聞かせていた坂本弁護士一家殺害事件が救済ではなく殺人、犯罪であると理解した。
法廷では事件について極刑を覚悟で率直に語った。第一審の公判では「麻原にも検事にも騙されちくしょう」「麻原は八つ裂きにしても許せない」と怒りをあらわにした。また、裁判の場においてもよく若者言葉を用いた。検事から坂本に馬乗りになった時の心境について聞かれると、「意識なくなるまで殴る気持ちにはなれるわけないだろう」と言い、声を殺して泣き出した。麻原の公判に出廷した際には「教団には理不尽なことはたくさんあった。それに半ば目をつぶって生きていくことがステージが上がること」、「お布施の額は設定していないと説明されたのに、出家してみたらすごい常識外れの金だった」、「信者は菜食主義なのに弁当屋を経営し、ビフテキを売っている。矛盾だ」と不満を述べた。
武士道にこだわっていたという端本に対し検察官が、坂本弁護士事件で妻や乳児まで殺害したことについて「女・子供まで手を掛けて武士道に反していないのか」と追及すると、「その通り。こうして生き恥さらしてます」と答えた。オウムを抜けられなかったのかという質問に対しても「だから今、ここにいる」と答えた。
江川紹子は「潔癖、男らしさ、友情や仁義といった価値観、彼なりの美学にとてもこだわりを持っている」と評している。一方佐木隆三は、武士道を持ち出したりするところを「おかしな文系」と評している。その美学故か、坂本弁護士事件で石井久子も関与していたのに起訴されていないとして自分の逮捕を「弱い者いじめだ」と怒るが、検察側から「あんたが坂本弁護士や奥さんにしたことこそ弱い者いじめじゃないか」言い返される場面もあった。
教団内で仲が良く、一緒に逃走生活を送った中村の公判に証人出廷した際、まだ教団への帰依心を表明していた彼に対し「目を覚ましてほしい」と優しく語りかけた。端本の一審はすでに死刑求刑で結審しており、もう2度と会う事も出来ないと考えたからか、中村に「さよなら」と小声で言って退廷した。
裁判では、事情をよく知らないまま犯行に駆り出され、実行犯の中で最も従属的と認められながらも、第一審・控訴審共に死刑判決を受け、上告していたが棄却され、2007年10月26日に死刑が確定した。オウム真理教事件で死刑が確定するのは4人目。松本サリン事件の実行犯では初めての死刑確定となった。
オウム真理教事件で死刑になった麻原を除く12人の被告のうち、特別な肩書きを持たない一般信徒は端本のみであった。省庁制発足後も要職には就かず、数々の事件でも中心人物になることはなく、ステージも幹部とは言えない「師長」でしかなかった。

## 晩年
死刑確定後は再審請求をすることもなく、拘置所では文学・哲学書を読んで過ごしていた。平田信が出頭した際は、彼のことを気にかけていたという。獄中で「無思考、考えないようにしていた。考えると崩れるのが、わかっていた気がします。」と語ったと伝えられる。
2018年7月6日の麻原の死刑執行後、「わたしは命乞いのようなことはしたくない」「いろんな人に迷惑をかけてしまって申し訳ない」などと話し、接見した弁護士が再審請求を提案しても首を縦に振らなかった。2018年7月26日、死刑が執行された。51歳没。
出家の時に何度も止めた母親は「あのとき引き留めておければ」「こういう結果になってとても悲しい」と声を詰まらせたという。

## 関連事件
- 坂本弁護士一家殺害事件
- サリンプラント建設事件
- 松本サリン事件
- 江川紹子ホスゲン襲撃事件
- オウム真理教事件